# حذا مروحي الأوراق
الحذا مروحي الأوراق (باللاتينية: Ducrosia flabellifolia) نوع نباتي ينتمي إلى جنس الحذا من الفصيلة الخيمية.

## الموئل والانتشار
موطن هذا النوع بلاد الشام.